# Poza prawem (album)
Poza prawem – dziewiąty album polskiego ojowego zespołu The Analogs, wydany w 2006 roku.

## Spis utworów
1. "Pieśń Aniołów" – 2:47
2. "Poza prawem" – 2:50
3. "Dźwięk Rebelii" – 2:47
4. "39-45" – 4:55
5. "Lato 95" – 1:53
6. "Odbij się od dna" – 2:11
7. "Zjednoczeni" – 2:00
8. "P. S. M." – 2:28
9. "Ten kraj" – 1:47
10. "Zawsze najgorsi" – 2:31
11. "Prawo do pracy" – 3:15
12. "Uliczni wojownicy" – 2:22
13. "Władza albo śmierć" – 1:51
14. "Blizny, alkohol i tatuaże" – 3:28